# Parapionosyllis longicirrata
Parapionosyllis longicirrata är en ringmaskart som först beskrevs av Webster och Benedict 1884.  Parapionosyllis longicirrata ingår i släktet Parapionosyllis och familjen Syllidae. Inga underarter finns listade i Catalogue of Life.